# Black Rose: A Rock Legend
Black Rose: A Rock Legend è il nono album in studio dei Thin Lizzy, pubblicato il 13 aprile 1979.

## Tracce
1. Do Anything You Want To (Lynott) – 3:53
2. Toughest Street in Town (Gorham, Lynott, Moore) – 4:01
3. S&M (Downey, Lynott) – 4:05
4. Waiting for an Alibi (Lynott, Moore) – 3:30
5. Sarah (Lynott, Moore) – 4:20
6. Got to Give It Up (Gorham, Lynott) – 4:24
7. Get Out of Here (Lynott, Ure) – 3:37
8. With Love (Lynott) – 4:38
9. Róisín Dubh (Black Rose): A Rock Legend (Moore, Lynott)  – 7:06
  1. Oh Shenandoah
  2. Will You Go Lassy Go
  3. Danny Boy
  4. The Mason's Apron

## Formazione
- Brian Downey - batteria
- Scott Gorham - chitarra
- Phil Lynott - basso, voce
- Gary Moore - chitarra

## Nella cultura di massa
- Il supergruppo symphonic metal finlandese dei Northern Kings ha inciso una cover di Róisín Dubh (Black Rose): A Rock Legend per l'album Rethroned nel 2008.